# Andreas Birzele
Andreas Birzele (* 1976 in Augsburg) ist ein deutscher Politiker (Bündnis 90/Die Grünen). Bei der Landtagswahl in Bayern 2023 wurde er in den Bayerischen Landtag gewählt. 

## Leben
Andreas Birzele absolvierte den Zivildienst sowie eine Ausbildung zum Schreiner mit späterer Meisterprüfung. Er führte 15 Jahre lang einen eigenen Betrieb. Zusätzlich erwarb er einen Abschluss als Baukontrollmeister.

## Partei und Politik
Birzele gehört dem Gemeinderat von Althegnenberg und dem Kreistag im Landkreis Fürstenfeldbruck an. Bei der Landtagswahl in Bayern 2023 kandidierte er im Stimmkreis Fürstenfeldbruck-Ost und erhielt über die Wahlkreisliste im Wahlkreis Oberbayern ein Mandat. Seit dem 30. Oktober 2023 ist er Mitglied des Bayerischen Landtags. Für seine Fraktion amtiert er als Sprecher für Kommunales und Beauftragter für das Handwerk.